# بوینگدن
بوینگدن (به انگلیسی: Bovingdon) یک روستا و محله مدنی در بریتانیا است که در داکورام واقع شده‌است. بوینگدن ۸٬۹۹۹ نفر جمعیت دارد.